# El Hibeh
El Hibeh (en arabe : الحيبة ; en anglais : El Hiba) est le nom arabe d'une localité située en Moyenne-Égypte. 
La cité principale qui s'y trouvait se nommait dans l'Antiquité Ta-Dehenet, c’est-à-dire La Falaise, en raison de la proximité immédiate d'un promontoire rocheux dominant la vallée et qui abritait, comme souvent dans l'Égypte antique, des chapelles dédiées aux cultes des dieux locaux. On la trouve également sous le nom de Ta-Dehenet-our-nakhtou, soit La Falaise, grande de victoires, toponyme indiquant son rôle de cité frontalière du nord du nome. Par la suite elle se nomme Tayou djayet, ce qui peut se traduire littéralement par Leurs murs en raison des fortifications dont elle fut l'objet au cours de la Troisième Période intermédiaire. Ce nom donna en copte le nom plus connu de Teudjoï qui est le plus souvent utilisé dans les ouvrages et références concernant ce site. 
Cette cité faisait partie du 18e nome de Haute-Égypte, le nome du Faucon aux ailes déployées et était le siège d'un culte dédié à la déesse Hathor puis plus tardivement à Horus dans le camp et à Amon grand de rugissements, l'Amon de Teudjoï. Ces deux dernières divinités rappellent par leurs épithètes la fonction guerrière de la ville qui conserve encore de nos jours les murailles élevées autrefois la transformant en une forteresse puissante. 
Lors de la période ptolémaïque la cité prendra le nom d'Ankyrônpolis.

## Histoire de la ville
La ville est connue depuis le Moyen Empire où elle apparaît dans les listes géographiques figurées sous la forme de processions en bas de certains murs des temples ou de chapelles. Une nécropole importante de la XIIe dynastie découverte à proximité confirme que la cité était déjà à cette époque une ville de taille respectable et sans doute représentait un point stratégique dans le contrôle de la vallée du Nil et un point de passage incontournable entre les deux parties traditionnelles du pays. De plus elle se trouve placée idéalement en face de l'accès naturel à la dépression du Fayoum, région particulièrement favorisée par les Sésostris et les Amenemhat. On conçoit dès lors que cette bourgade devait remplir un rôle de plus en plus sensible au cours des périodes qui suivirent.

### Une ville fortifiée et frontalière
Au Nouvel Empire elle reçoit l'attention des thoutmôsides, des blocs provenant d'un de ses sanctuaires portent les cartouches de Thoutmôsis III. À la XIXe dynastie Mérenptah fera creuser un sanctuaire dédié à Hathor dans la falaise qui domine le site, lieu aujourd'hui nommé El Sisiriya, non loin du site d'El Hibeh. Les ramessides installent une garnison à demeure dans la cité et c'est probablement à cette époque que la grande forteresse de Teudjoï voit le jour.
Elle devient la frontière septentrionale du royaume des grands prêtres d'Amon qui font sécession à l'issue du règne du dernier des Ramsès. Ainsi selon les sources épigraphiques de cette période, c'est depuis El Hibeh qu'Hérihor, alors vizir du roi et général en chef des armées, part à la demande du roi pour mater la révolte qui grondait en thébaïde et menaçait gravement la stabilité du royaume. Panéhésy, le vice-roi de Koush, ayant mené à l'encontre du clergé d'Amon et de son grand pontife une véritable chasse à l'homme avait créé toutes les conditions d'une guerre civile... Hérihor parvient à endiguer la menace et est nommé par la suite à la tête du clergé du dieu de Thèbes ce qui lui confère de très grands pouvoirs, cumulant les plus importantes charges du royaume après pharaon. Il n'en faudra pas plus pour que ses descendants s'arrogent le droit à la titulature royale et forment ainsi leur propre royaume en Haute-Égypte.
De fait les fouilles archéologiques ont révélé que la grande enceinte qui enclos l'antique cité de Ta-Dehenet, et qui sur certaines parties est encore conservée sur une élévation de plus de six mètres, date de l'époque des grands prêtres Pinedjem Ier et Menkhéperrê. Les briques de cette enceinte portent en effet en empreinte les cartouches de ces deux rois-prêtres qui règnent sur la Haute-Égypte en parallèle, pour ne pas dire en concurrence, avec les rois tanites de la XXIe dynastie. C'est probablement d'ailleurs en raison de ces murs que la ville portera le nom de t3yw-ḏ3yt qui lui est resté sous la forme du copte Teudjoï.
Au XIXe siècle, lors des fouilles de la forteresse qui jouxte le site, plusieurs lots de papyri ont été mis au jour dont un certain nombre remontant précisément à cette période. Certains sont datés du règne de Menkhéperrê et d'autres donnent le nom de Masaharta qui le précéda dans la charge de grand pontife thébain sous le règne de leur père Pinedjem.
Outre ces papyrus témoins de la vie quotidienne d'El Hibeh à cette époque, c'est également sur ce site qu'est réputé avoir été trouvé le récit d'Ounamon qui apporte un éclairage assez édifiant sur la société d'alors et l'état du pays notamment dans ses relations avec la cité de Byblos.

### Le temple d'Amon de Teudjoï
Lorsque Sheshonq Ier reforme l'unité des Deux Terres à son profit, la cité reste le siège d'une des principales garnisons du royaume sheshonqide qui règne pendant près de deux siècles sur le pays. Il y fonde ou reconstruit un temple complet dédié à Amon grand de rugissements, la forme locale du dieu thébain. Il s'agit d'un temple complet d'une longueur de plus de cinquante mètres pour une largeur dépassant les vingt mètres et comportant un pylône, une cour d'offrande, un pronaos à colonnes, une salle hypostyle et la zone du sanctuaire avec sa salle centrale dédiée à la barque sacrée du dieu, son naos abritant la statue divine et les chapelles annexes encadrant cet ensemble. 
Aujourd'hui cet édifice est ruiné et réduit au niveau de ses premières assises de grès mais il comporte encore des vestiges de scènes liturgiques ainsi que des cartouches au nom du fondateur de la XXIIe dynastie. Le roi y fait figurer également ses conquêtes car des vestiges d'une liste des cités palestiniennes qu'il a conquises y a été retrouvée, copie plus modeste de la grande inscription qu'il a fait sculpter à Thèbes même elle glorifie son action et ses victoires à l'instar des plus grands pharaons qui l'ont précédé sur le trône d'Horus. Osorkon Ier poursuit l'œuvre de son père et achève la décoration de ce petit temple qui dans son aspect général rappelle d'autres édifices de mêmes proportions comme le temple reposoir de Ramsès III situé dans la première cour du temple d'Amon-Rê de Karnak.
À la suite de cette glorieuse période qui restitue à l'Égypte son prestige sur les nations voisines, la situation intérieure se fragilise à nouveau et la succession d'Osorkon II va donner lieu à une nouvelle lutte pour la mainmise sur les domaines et les richesses du dieu Amon et par voie de conséquence sur la couronne de Haute-Égypte. Une lignée parallèle issue du prince grand prêtre d'Amon puis corégent Sheshonq II, revendique alors sa part d'un royaume sheshonqide affaiblit et vient menacer gravement l'unité du royaume. Le prince Osorkon désigné par son père Takélot II pour devenir le grand prêtre de Thèbes lutte contre cette sécession pendant près de quinze années afin de retrouver ses droits. 
Résidant à El Hibeh, il quitte sa forteresse avec son armée et fait route vers l'antique capitale thébaine. Il gagne une première fois à la suite de violents combats et au massacre des insurgés. Puis devant fuir la ville d'Amon jusqu'en Nubie à la suite d'une seconde révolte, il reprend alors la conquête... Finalement victorieux il redevient le maître de la région. Certains égyptologues pensent qu'il règne alors sous le nom d'Osorkon III et le placent de fait parmi les pharaons de la XXIIIe dynastie.
Cette situation se complique encore par la suite, le pays éclatant entre les différentes chefferies libyennes, toutes plus ou moins issues de la glorieuse lignée de Sheshonq Ier ou se revendiquant comme telles. Ces clans se transforment en principautés pour en définitive adopter chacun une titulature royale et régner concurremment créant toutes les conditions d'une anarchie qui affaiblit dangereusement le pays de plus en plus exposé aux menaces d'invasions... Ainsi Héracléopolis, la grande cité voisine d'El Hibeh devient la capitale d'un de ces royaumes et son prince Peftjaouaouibastet se proclame pharaon. La cité de Teudjoï, sa forteresse et sa garnison tombent sous son obédience.

### Forteresse du royaume d'Héracléopolis
C'est pendant cette période qu'une puissante monarchie se développe à Napata, en Haute-Nubie dont les souverains sous la protection cette fois de l'Amon de Napata finissent par prétendre eux aussi à la royauté égyptienne. Face à la situation du pays Piye, neuvième souverain de sa lignée, entreprend de pacifier la région et ainsi d'étendre son autorité en Thébaïde. Devant cette menace sérieuse que représente la perte définitive du contrôle de la Haute-Égypte, les rois de Basse-Égypte font peu à peu alliance et emmené par Tefnakht de Saïs forment une coalition afin de contrer l'invasion. Le royaume d'Héracléopolis situé à la frontière des deux puissances montantes allait devoir composer avec ces deux influences. Peftjaouaouibastet résiste un temps à l'entreprenant roi de Saïs qui s'avance avec ses troupes jusqu'au pied des murs de la capitale et des forteresses du royaume. Cette résistance arrêtait l'avance des armées du nord vers les régions du sud et la Thébaïde, mais la puissance de Peftjaouaouibastet est limitée et ne peut tenir face à un ennemi supérieur en nombre, ni soutenir un siège bien longtemps dont l'issue défavorable aurait signifié la perte totale de son pouvoir sur la région. Il cède à la pression et se soumet à Tefnakht et ses alliés leur laissant la voie libre vers le sud...  
Piye intervient immédiatement et remonte jusqu'à El Hibeh, s'assure de l'allégeance d'Hermopolis Magna et met à nouveau le siège devant Héracléopolis. Peftjaouaouibastet qui vient de sortir du conflit précédent qui l'avait déjà affaibli s'incline rapidement et la région passe sous le contrôle des koushites qui poursuivent alors leur conquête plus au nord vers Memphis afin d'affronter le reste de la coalition hétéroclite du prince de Saïs. Les pharaons nubiens une fois maîtres du pays installeront une garnison dans la forteresse de Teudjoï, comme ils le feront dans toutes les cités stratégiques du pays depuis Éléphantine au sud jusqu'à Memphis à la pointe du delta du Nil.
Puis, lorsque Psammétique Ier monte sur le trône à la suite des invasions assyriennes, le royaume héracléopolitain et sa ville fortifiée de Teudjoï seront occupés par les saïtes dont un certain nombre de papyrus trouvés dans la forteresse confirment la présence. 
Un de ces témoignages précieux sur cette période est formé par un ensemble de textes s'étalant sur plusieurs générations connues sous le nom de pétition de Pétiésis. Le récit commence sous le règne de Psammétique Ier précisément et raconte les péripéties malheureuses d'une famille aux prises avec le clergé local du dieu Amon. Petiésis, qui est le cousin du roi, est envoyé par Psammétique lui-même lors de sa quatrième année de règne, pour prendre le contrôle du domaine de Teudjoï dont les prêtres s'étaient arrogés la propriété au cours des périodes d'incertitudes qui précédèrent la fondation de la XXVIe dynastie. 
De fait cela devait représenter un certain manque à gagner pour la couronne surtout si la situation trouvée dans cette localité d'importance n'était pas isolée. De plus El Hibeh représentait probablement un des symboles stratégiques nécessaires pour asseoir la domination saïte sur la Haute-Égypte dont les regards et les intérêts restaient tournés vers le royaume de Koush. Pour afficher durablement cette reprise en main des biens du dieu, Pétiésis fait sculpter une stèle en granite qu'il fait convoyer depuis Assouan jusqu'à Teudjoï et qu'il installe dans le temple d'Amon de la ville. Plus tard un de ses descendants est sommé par le pharaon régnant, cette fois il s'agit de Psammétique II, d'accompagner avec ses troupes l'armée partie reconquérir les territoires à l'est de l'Égypte. Pendant ce temps, les descendants des prêtres d'Amon, spoliés d'un héritage qu'ils estiment légitime, nourrissent leur vengeance et finissent par s'en prendre physiquement à la famille de Pétiésis, troisième du nom qui a toutes les difficultés à se faire entendre auprès de l'administration royale et ainsi à obtenir justice.
La situation et les difficultés rencontrées par la famille de Pétiésis et surtout par ses descendants sont assez révélatrices de l'état du royaume jusqu'à la première domination perse et le règne de Darius Ier période à laquelle le récit s'interrompt, la fin et donc l'épilogue de cette saga faisant défaut.
Le cité semble d'ailleurs s'éclipser sous les deux dominations perses, sans doute en raison de son rôle militaire et de bastion clef dans la défense de la Haute-Égypte par une population qui accepte mal le joug étranger quel qu'il soit. Il faudra attendre la période suivante pour que le site reprenne sa place dans la géopolitique et l'économie du royaume.

### Ankyrônpolis

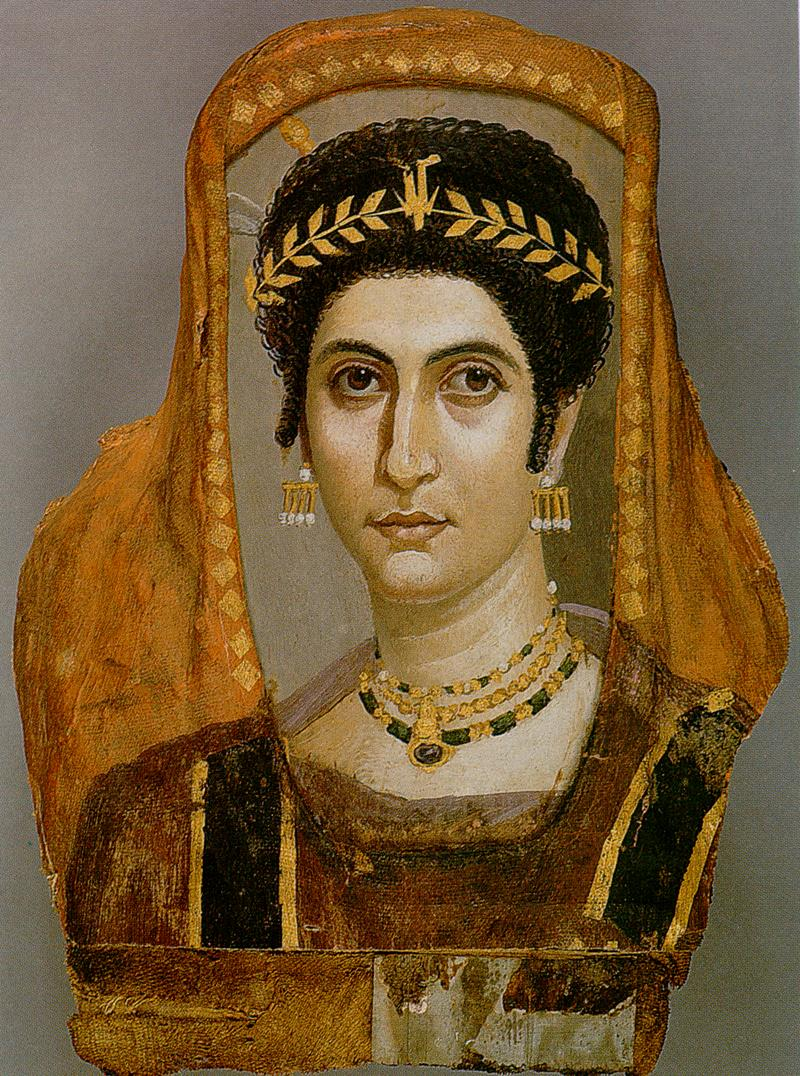
Portrait d'Isidora trouvé à El Hibeh - Villa Getty, Los Angeles

Avec l'arrivée des macédoniens, la cité est à nouveau occupée militairement et le reste pendant toute la période ptolémaïque.
Au cours du règne agité de Ptolémée VIII Évergète II, la Thébaïde redevient le siège d'une sécession et un souverain du nom d'Harsiésis règne sur la région pendant deux années au moins. Il est attesté à Ankyrônpolis où un papyrus mentionnant sa deuxième année de règne a été retrouvé. Cet épisode atteste que la forteresse d'El Hibeh représente alors toujours un point stratégique et la frontière septentrionale de la Haute-Égypte.
La cité garde son importance et même se développe économiquement sous l'influence d'une élite composée de colons grecs qui seront plus tard remplacés par les romains. Elle reste une garnison importante et développe toute une économie autour des ateliers de tissage de lin dont un certain nombre de papyrus retrouvés sur place nous ont conservé en quelque sorte la comptabilité.
La nécropole de cette période a livré de nombreuses momies recouvertes de cartonnages peints aux couleurs vives de scènes mythologiques et funéraires égyptiennes classiques. Or il se trouve que ces cartonnages qui enveloppaient les corps des défunts momifiés, faisant ainsi office de sarcophages internes, étaient composés de nombreuses couches de papyrus encollés et stuqués afin de recevoir le décor peint. Ces papyrus forment un comput extraordinaire de diverses origines qui se sont révélés très instructifs pour la compréhension de la société égyptienne sous les Ptolémées. Les embaumeurs pour constituer ces enveloppes de momie, vendues au prix fort n'en doutons pas, ont ainsi littéralement puisé leur matière première dans les archives de la cité. Ce faisant ils ont permis la conservation d'informations concernant la vie quotidienne aussi disparates que des documents comptables ou des lettres personnelles en passant par des bons de commandes de marchandises, des reçus pour la livraison des denrées alimentaires nécessaires au culte rendu dans les temples ou enfin des listes de taxes et impôts prélevés par la couronne.
De l'époque romaine, la nécropole d'El Hibeh a livré de très recherchés portraits du Fayoum. Ces panneaux de bois peints à l'encaustique étaient placés en guise de masque funéraire sur les momies contemporaines de la domination romaine du Ier siècle au IIe siècle de notre ère. À El Hibeh, ils faisaient partie d'un linceul de couleur pourpre recouvrant la momie de personnages de la haute société. Les portraits nous livrent ainsi les visages des personnalités de la cité de cette période, présentées éternellement jeunes, coiffées à la dernière mode impériale et portant diadèmes et bijoux, insignes de leur rang.

## Les fouilles archéologiques
Le site se trouve sur la rive orientale du Nil non loin de la localité moderne de El Fashn. Il s'étend aujourd'hui sur plus de cinq cents mètres de longueur sur un axe nord-sud et dans sa partie la plus large sur près de deux cents mètres. Les murailles de la cité sont assez bien conservées sur une partie notamment en nord et au sud du tell. Au nord-est se trouvent les ruines d'une forteresse antique de section carrée d'une soixantaine de mètres de longueur dans laquelle s'est installée aux époques chrétienne et musulmane un cimetière. Le sud du tell est occupé par le temple d'Amon de la XXIIe dynastie.
Le site d'El Hibeh a été très peu fouillé au siècle dernier. Tout au plus l'enceinte de la ville a été repérée, le temple de Sheshonq Ier identifié et rapidement exploré, la nécropole a fait l'objet de sondages livrant les cartonnages de momies, des momies entières et les fameux portraits de l'époque romaine aujourd'hui conservés au Musée du Caire et au Fitzwilliam Museum de Cambridge.
De ce fait le site a été très peu bouleversé et représente un tell encore vierge qui conserve l'histoire archéologique et stratigraphique de la cité dans un relativement bon état, ce qui en soi en Moyenne-Égypte est plutôt rare de nos jours. Depuis le début des années 2000 une équipe d'égyptologues égyptiens et américains de l'université de Californie à Berkeley ont entamé une série de campagnes qui ont permis de préciser l'étendue du site et d'éclairer son histoire.